# Польсько-румунський альянс
Польсько-румунський альянс (пол. sojusz polsko-rumuński) — низка договорів, підписаних у міжвоєнний період між Другою Польською Республікою та Румунським королівством. Перший було підписано у 1921 році. Разом ці договори створили основу для хороших зовнішніх відносин між двома державами, які тривали до початку Другої світової війни в 1939 році.

## Історія

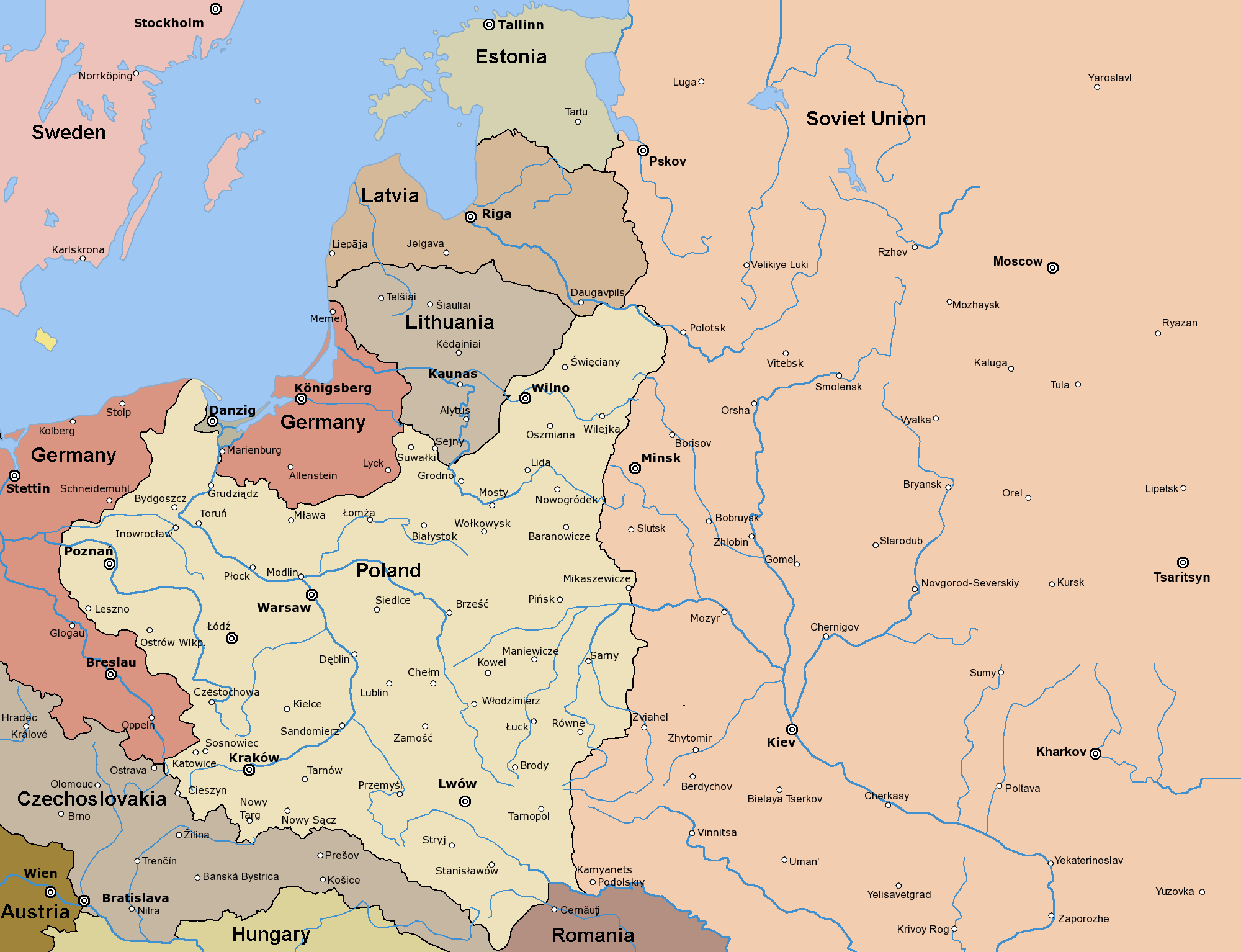
Польща 1922 року (на півдні видно північні околиці Румунії)

3 березня 1921 Польща і Румунія підписали Договір про взаємну допомогу в разі радянської агресії («зобов'язуються надавати взаємну допомогу на випадок нападу на одну з них за умови, що вона не давала приводу для цього, на їхніх нинішніх східних кордонах») та два договори про союз від 26 березня 1926 і 15 січня 1931, в яких сторони взяли зобов'язання захищати одна одну від будь-якого зовнішнього нападу. Кожен договір укладався на п'ять років, третій підлягав автоматичному подовженню на наступні п'ятирічні періоди, якщо жодна зі сторін не оголосила про вихід із нього за рік до закінчення цього строку. Угоду пов'язали з відповідними статтями Пакту Ліги Націй (право на самозахист у разі відсутності одностайності в Раді Ліги Націй). Усі договори зареєстрували в Секретаріаті Ліги згідно з умовою, якої для їх дійсності вимагав Версальський договір у ст. 18. Мовою документів була французька. Творцем першої польсько-румунської конвенції 1921 року вважається генерал Тадеуш Розвадовський, який вів перемовини про її вигляд на зустрічах із румунською делегацією в Бухаресті та Варшаві у 1920 році. Румунія у 1918—1939 роках була єдиною сусідкою Польщі, з якою та залишалася у дружніх відносинах (за винятком Латвії та Угорщини, яка межувала з Польщею недовго)..

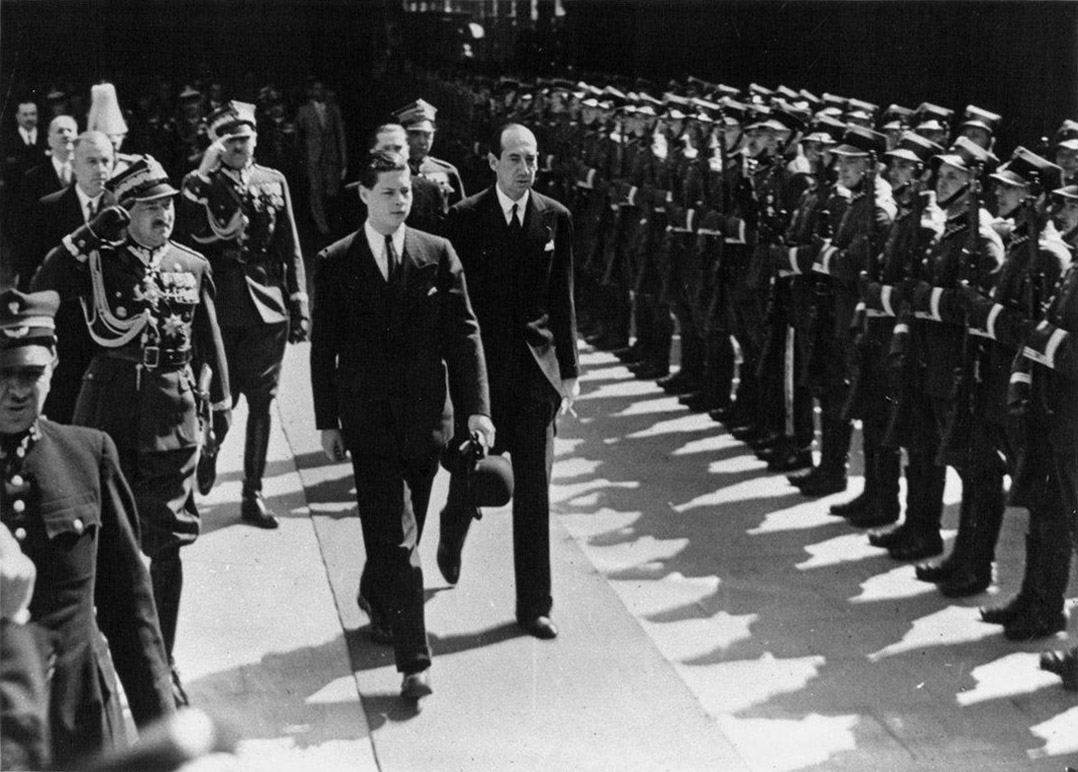
Кронпринц Міхай I із міністром закордонних справ Польщі Юзефом Беком у Варшаві, 24 травня 1937 року.

Після радянського нападу на Польщу президент Ігнацій Мосцицький, головнокомандувач Едвард Ридз-Сміглий зі своїм штабом і уряд із прем'єр-міністром Феліціяном Славоєм Складковським перетнули польсько-румунський кордон у Кутах, евакуювавшись у Румунію. Польський уряд вирішив не прохати Румунію про військову допомогу, незважаючи на casus foederis щодо агресії СРСР проти Польщі..